# Zeeuws spek
Zeeuws spek é um tipo de toucinho tradicional dos Países Baixos, originário da província da Zelândia, no norte do país. A versão original é temperada com sal, pimenta e louro, e cozido lentamente. Variações modernas do prato são marinadas em tempero e então grelhadas, assadas ou defumadas. 

## Preparação
O zeeuws spek vendido em açougues é preparado em uma mistura de óleo temperado com mostarda e especiarias, como molho de soja e ervas aromáticas, e posteriormente grelhado ou defumado. Outros ingredientes aromatizantes podem ser utilizados, como cúrcuma, páprica, alho e óleo de amendoim.   

## História e consumo
Tradicionalmente, zeeuws spek é servido em pão integral com mostarda; ele também pode ser servido como aperitivo e como parte de pratos principais. 
O zeeuws spek é um prato considerado como típico da região da Zelândia neerlandesa, apesar de também ser utilizado em comidas fusion, com influências da Indonésia e da China. 

## Competição nacional
Uma fundação nacional neerlandesa de açougueiros, Slavakto, organizava uma competição anual para determinar o melhor zeeuws spek do país. Em 2007, o prêmio foi para Jacco van Zoonen, de Nieuwe Niedorp, na província da Holanda do Norte.   Em 2008, o prêmio foi para Niek Kramer, de Anna Paulowna, também na mesma província.  Em 2009, Gerard Haring, de Hengelo, em Overijssel, foi o vencedor.
Em 2016, a organização nacional de açougueiros, a Koninklijke Nederlandse Slagers, passou a realizar competição do Zeeuws Spek Trofee. O vencedor do ano foi o açogueiro Arthur Wilthagen, da cidade de Goes, na Zelândia.